# Heinz Edelmann

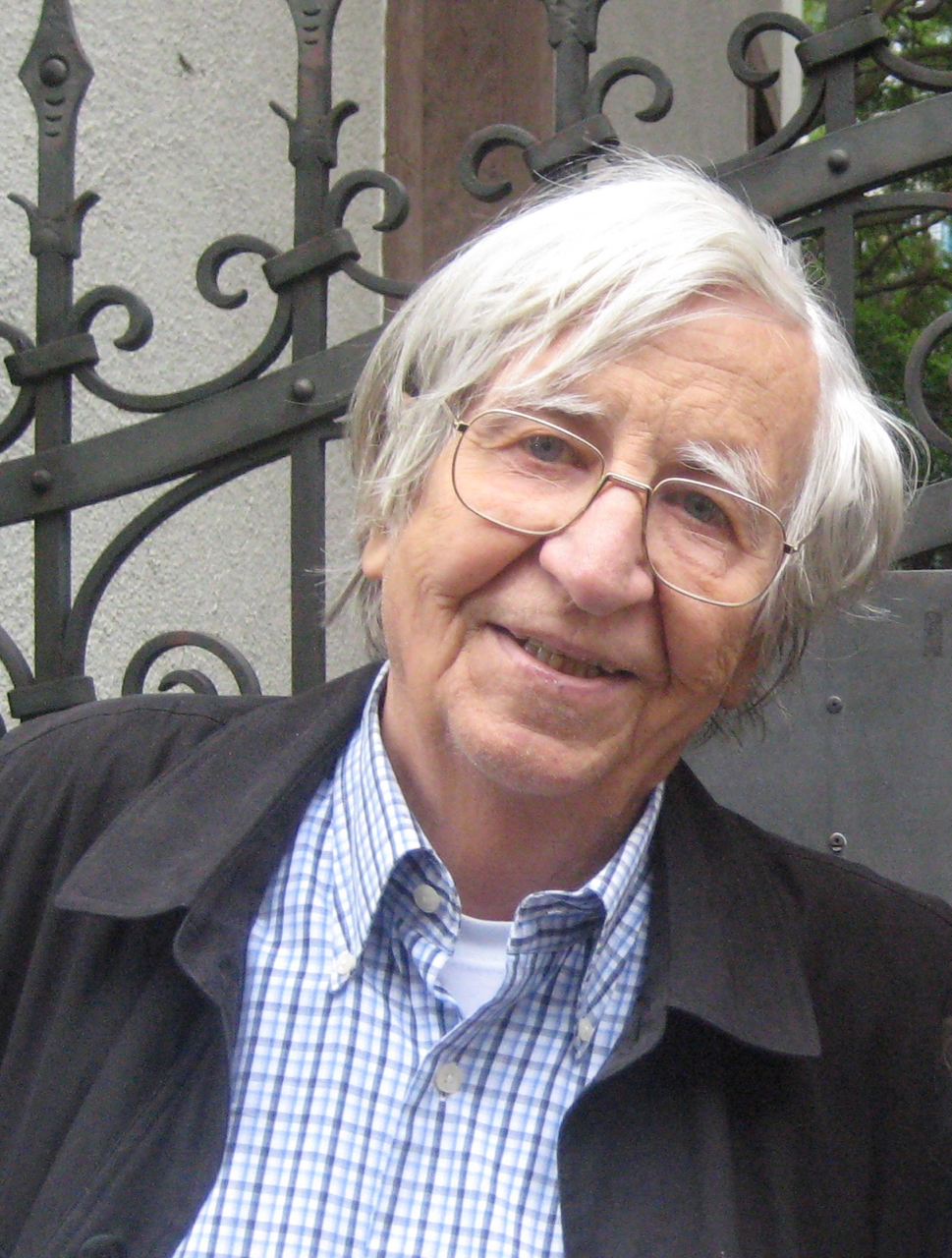

Heinz Edelmann (Ústí nad Labem, 20 giugno 1934 – Stoccarda, 21 luglio 2009) è stato un illustratore e designer tedesco.

## Biografia
Nato nell'allora Cecoslovacchia, è conosciuto essenzialmente per essere stato art director del film d'animazione del 1968 Yellow Submarine, basato sulla celebre canzone omonima dei Beatles, di cui l'artista curò la caratterizzazione in chiave psichedelica.
È stato anche l'ideatore della mascotte Curro, utilizzata per l'Esposizione mondiale di Siviglia del 1992.
Edelmann ha studiato graphic design con Joseph Beuys all'Accademia di Belle Arti di Düsseldorf, all'avanguardia negli anni cinquanta. Da allora ha lavorato nel design, nell'illustrazione, nella pubblicità, nell'animazione cinematografica, svolgendo soprattutto attività di docente della materia (ruolo a cui ha tenuto molto).
Ha vissuto e lavorato in Germania, Inghilterra e Paesi Bassi. È morto per collasso cardiocircolatorio e insufficienza renale all'età di 75 anni.